# دیوارخزک

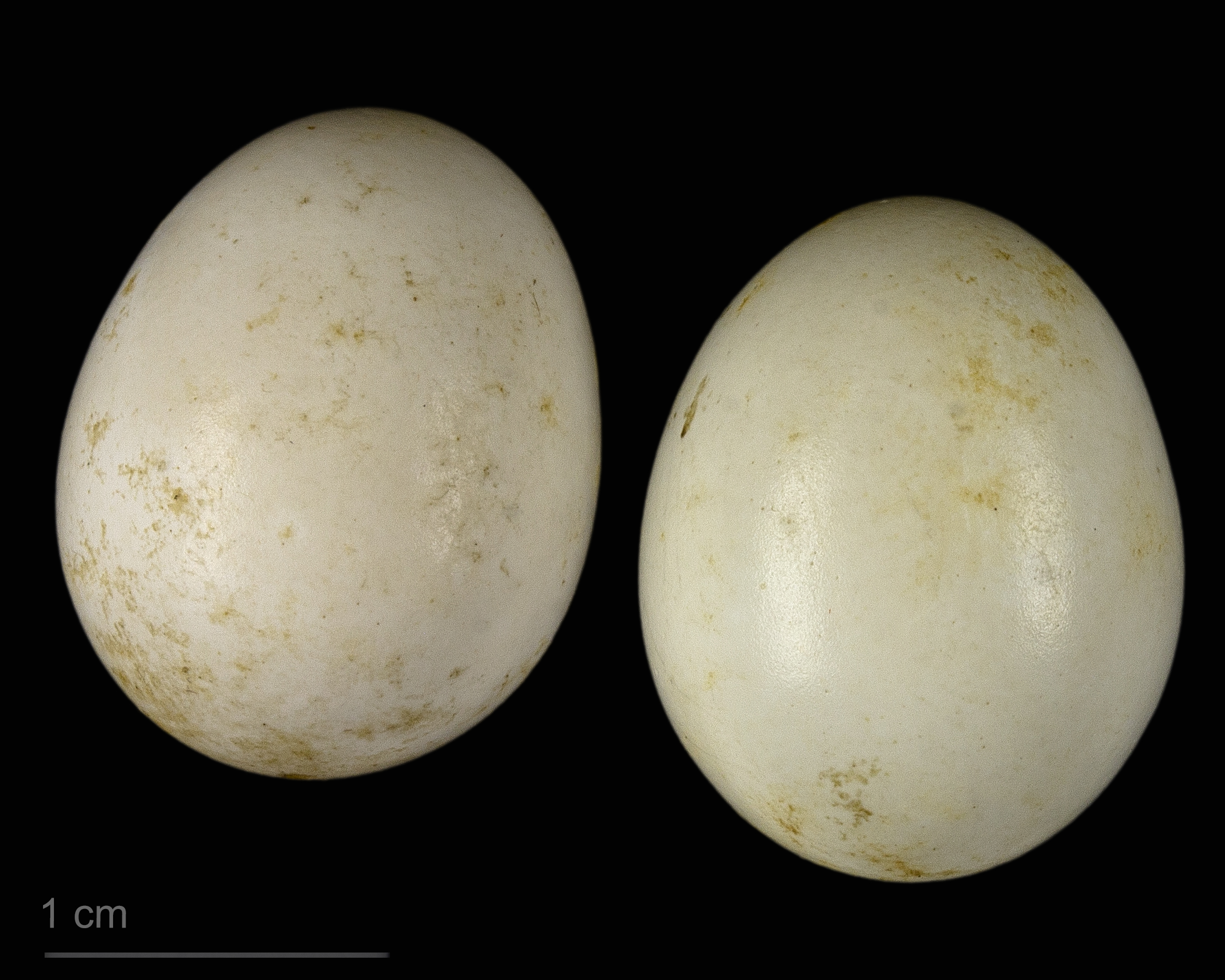
Tichodroma muraria

دیوارخَزَک (Tichodroma muraria) پرندهٔ کوچک گنجشک‌سانی است که در کوهستان‌های اوراسیا زندگی می‌کند.
دیوارخزک تنها عضو خانوادهٔ دیوارخزک‌ها (Tichodroma) است.
این پرنده از پرندگان بومی ایران نیز هست و در ایران پراکندگی گسترده‌ای دارد.

## تبار
|  | کمرکولی جنگلی |
|  |               |
|  | دیوارخزک      |
|  |               |

|  | دارخزک‌های معمولی |
|  |                  |
|  | دارخزک‌های خالدار |
|  |                  |

|  | کمرکولی جنگلی |
|  |               |
|  | دیوارخزک      |
|  |               |

|  | دارخزک‌های معمولی |
|  |                  |
|  | دارخزک‌های خالدار |
|  |                  |

نزدیک‌ترین خویشاوندان دیوارخزک